# ESports1
eSports1 – niemiecki kanał poświęcony e-sportowi, uruchomiony 24 stycznia 2019 zastępując stację Sport1 US. eSports1 jest również pierwszą stacją telewizyjną tego typu w Niemczech.

## Historia
eSports1 wystartował 24 stycznia, zastępując Sport1 US, które transmitowało m.in. NBA, NHL, Pro Bull Riders, Bowling, Poker czy Fishing, a później NBA i NHL zostały przeniesione na Sport1+. W listopadzie 2018 r. nadawca poinformował o stacji eSports1, a następnie o likwidacji kanału Sport1 US.

## Oferta

### Programy
- Heroes & Superstars

### e-Sport
- FIFA 19
- League of Legends
- Overwatch
- Dota 2
- Counter Strike
- Clash Royale